# Fenrir Vraniesiw
Fenrir Vraniesiw (v zgodnejšem slovenskem prevodu Branka Gradišnika Fenrir Siwodlack, v izvirniku angleško Fenrir Greyback) je volkodlak v knjigi Harry Potter in Polkrvni princ. Je tudi Jedec smrti.
Njegov življenjeski cilj je ugrizniti čim več otrok (med drugimi sta od njega dobila ugriz tudi Remus Wulf in Bill Weasley), da bi se spremenili v volkodlake in jih nato vzgajali čim dlje od doma v sovražnosti do čarovnikov. S tem hoče doseči, da bi število volkodlakov preraslo število čarovnikov.